# John Fenwick

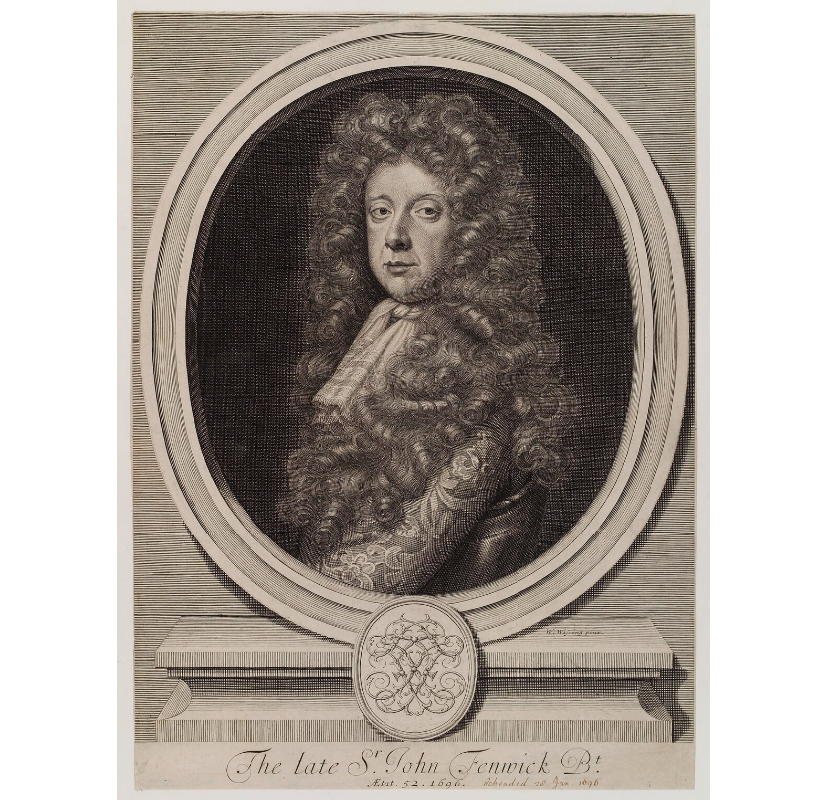
John Fenwick (ca. 1690)

Sir John Fenwick, 3. Baronet (* um 1645; † 28. Januar 1697 in London) war ein englischer Jakobiten-Verschwörer.
Er stammte aus einer Gutsbesitzer-Familie in Northumberland und erbte 1676 beim Tod seines Vaters Sir William Fenwick, 2. Baronet, dessen Adelstitel eines Baronet, of Fenwick in the County of Northumberland. Er wählte die Militärlaufbahn und stieg 1688 zum Generalmajor auf. 1676 befehligte er bei der Belagerung von Maastricht unter Wilhelm III. von Oranien ein englisches Regiment. 1677 bis 1687 war er für den Wahlbezirk Northumberland Mitglied des House of Commons. Er war ein Parteigänger von Jakob II., blieb aber nach der Thronbesteigung von Wilhelm von Oranien 1688 im Land. Er war an Verschwörungsplänen gegen den neuen König beteiligt und deswegen auch 1689 kurz im Gefängnis. Sein Haus in London (Wallington) war ein Treffpunkt der Jakobiten, die eine Landung und Invasion Englands ausgehend von Newcastle-upon-Tyne im Nordosten des Landes planten, dem sich dann französische und schottische Invasionskräfte anschließen sollten. Nach der Aufdeckung von Attentatsplänen seiner Mitverschworenen 1695/96 versteckte er sich zunächst, wurde dann aber im Juni 1696 verhaftet, als seine Freunde unklugerweise versuchten, einen Zeugen einzuschüchtern. Seine Freunde konnten danach zwar einen der beiden Zeugen gegen ihn beseitigen, aber ein neues Gesetz ermöglichte dennoch seine Anklage wegen Hochverrats, und am 28. Januar 1697 wurde er enthauptet.
Er hatte mit seiner Frau Mary († 1708), der Tochter von Charles Howard, 1. Earl of Carlisle, drei Söhne und eine Tochter, die alle jung starben. Sie sind mit ihm in St. Martin-in-the-Fields begraben. Sein Adelstitel wurde ihm im Rahmen seiner Verurteilung aberkannt, sein Gut wurde von der Krone eingezogen und versteigert. Eines seiner Pferde blieb im Besitz des Königs, und ironischerweise starb Wilhelm von Oranien an den Folgen von einem Sturz von diesem Pferd („White Sorrell“), angeblich als dieses über einen Maulwurfshügel stolperte. Ein geheimer Toast der Jakobiter war daher „The little gentleman in black velvet“ (Der kleine Herr in schwarzem Samt).